# دايفيد إم. جاكوبس
دايفيد إم. جاكوبس (بالإنجليزية: David M. Jacobs)‏ هو يوفولوجي ‏ ومؤرخ أمريكي، ولد في 10 أغسطس 1942.

## وصلات خارجية
- الموقع الرسمي